# 贵阳有轨电车示范线
贵阳有轨电车示范线（T2线一期工程）为中华人民共和国贵州省贵阳市建设中的有轨电车项目。 该线实际采用比亚迪的云巴系统建造。

## 概况
T2线一期工程全长10.92公里，设计时速80公里，投资23亿元。

## 车站
| 车站名称         | 换乘线路         |
| ---------------- | ---------------- |
| 二十六大道       | █ T1号线（规划） |
| 高海路           | —                |
| 高纳路           | —                |
| 黎阳大道         | —                |
| 云环东路         | —                |
| 金塘北街         | —                |
| 艳山红三号路     | —                |
| 天元路           | —                |
| 白云南路         | —                |
| 龙岭路           | —                |
| 东林寺路         | —                |
| 金朱东路         | —                |
| 国际生态会议中心 | █ 1号线          |

## 历史
2019年11月22日,《贵阳市有轨电车线网规划(2019-2035年)》中标（成交）公告发布。同年12月25日，贵阳市有轨电车示范线（T2线一期工程）项目社会稳定风险分析公众参与信息公示发布。
2020年1月，贵阳19条有轨电车确定，首期建设的有T2线。同年4月1日，该有轨电车开工。同年5月29日，该有轨电车第二次环评公示发布。同年10月19日，贵阳市有轨电车示范线（T2 线一期工程）环境影响报告书受理公示发布。同月23日，贵阳市有轨电车示范线（T2 线一期工程）初步设计评审采购需求公示发布。同月27日，贵阳市有轨电车示范线（T2 线一期工程）初步设计评审采购公告发布。同年11月，贵阳市有轨电车示范线（T2 线一期工程）初步设计评审 中标（成交）公告发布。
2022年，该线国际生态会议中心站～东林寺路站区间已正式启动土建施工。
2022年11月，该线线下工程完成百分之75。
2023年4月，混凝土主体工程基本完成。
截止2023年5月，T2线一期工程已完成大部分下部结构，部分区间已开始架设钢导轨梁，T2全线共设高架车站13座，已完成8座车站主体结构建设。